# Edizioni di Quelli che il calcio
In questa voce sono elencate e descritte le 29 edizioni del programma televisivo italiano Quelli che il calcio, in onda su Rai 3 dal 1993 al 1998 e su Rai 2 dal 1998 al 2021.

## Cronologia
| Edizione | Titoli                                 | Titoli                       | Messa in onda     | Messa in onda   | Rete  | Conduzione       | Conduzione        | Studio televisivo                                        | Regia                                  |
| Edizione | Titoli                                 | Titoli                       | Inizio            | Fine            | Rete  | Conduzione       | Conduzione        | Studio televisivo                                        | Regia                                  |
| Edizione | Anteprima                              | Programma                    | Inizio            | Fine            | Rete  | Conduzione       | Conduzione        | Studio televisivo                                        | Regia                                  |
| -------- | -------------------------------------- | ---------------------------- | ----------------- | --------------- | ----- | ---------------- | ----------------- | -------------------------------------------------------- | -------------------------------------- |
| 1ª       | Quelli che... dopo il tg               | Quelli che... il calcio      | 26 settembre 1993 | 1º maggio 1994  | Rai 3 | Fabio Fazio      | Marino Bartoletti | Studio TV3 del Centro di produzione Rai di Milano        | Paolo Beldì                            |
| 2ª       | Quelli che... dopo il tg               | Quelli che... il calcio      | 4 settembre 1994  | 4 giugno 1995   | Rai 3 | Fabio Fazio      | Marino Bartoletti | Studio TV3 del Centro di produzione Rai di Milano        | Paolo Beldì                            |
| 3ª       | Quelli che... dopo il tg               | Quelli che... il calcio      | 27 agosto 1995    | 12 maggio 1996  | Rai 3 | Fabio Fazio      | Marino Bartoletti | Studio TV3 del Centro di produzione Rai di Milano        | Paolo Beldì                            |
| 4ª       | Quelli che... dopo il tg               | Quelli che... il calcio      | 8 settembre 1996  | 1º giugno 1997  | Rai 3 | Fabio Fazio      | Marino Bartoletti | Studio TV3 del Centro di produzione Rai di Milano        | Paolo Beldì                            |
| 5ª       | Quelli che... dopo il tg               | Quelli che... il calcio      | 31 agosto 1997    | 16 maggio 1998  | Rai 3 | Fabio Fazio      | Marino Bartoletti | Studio TV3 del Centro di produzione Rai di Milano        | Paolo Beldì                            |
| 6ª       | Quelli che... la domenica              | Quelli che... il calcio      | 13 settembre 1998 | 23 maggio 1999  | Rai 2 | Fabio Fazio      | Marino Bartoletti | Studio TV3 del Centro di produzione Rai di Milano        | Paolo Beldì                            |
| 7ª       | Quelli che... la domenica              | Quelli che... il calcio      | 29 agosto 1999    | 14 maggio 2000  | Rai 2 | Fabio Fazio      | Marino Bartoletti | Studio TV3 del Centro di produzione Rai di Milano        | Paolo Beldì                            |
| 8ª       | Quelli che... la domenica              | Quelli che... il calcio      | 1º ottobre 2000   | 17 giugno 2001  | Rai 2 | Fabio Fazio      | Marino Bartoletti | Studio TV3 del Centro di produzione Rai di Milano        | Paolo Beldì                            |
| 9ª       | La domenica di quelli che... il calcio | Quelli che... il calcio      | 26 agosto 2001    | 5 maggio 2002   | Rai 2 | Simona Ventura   | Simona Ventura    | Studio Fiera 1 del Centro di produzione Rai di Milano    | Paolo Beldì                            |
| 10ª      | La domenica di quelli che... il calcio | Quelli che... il calcio      | 15 settembre 2002 | 24 maggio 2003  | Rai 2 | Simona Ventura   | Simona Ventura    | Studio Fiera 1 del Centro di produzione Rai di Milano    | Paolo Beldì                            |
| 11ª      | Quelli che... aspettano                | Quelli che... il calcio      | 31 agosto 2003    | 16 maggio 2004  | Rai 2 | Simona Ventura   | Simona Ventura    | Studio Fiera 1 del Centro di produzione Rai di Milano    | Paolo Beldì                            |
| 12ª      | Quelli che... aspettano                | Quelli che... il calcio      | 12 settembre 2004 | 29 maggio 2005  | Rai 2 | Simona Ventura   | Simona Ventura    | Studio Fiera 1 del Centro di produzione Rai di Milano    | Paolo Beldì                            |
| 13ª      | Quelli che... aspettano                | Quelli che... il calcio      | 28 agosto 2005    | 14 maggio 2006  | Rai 2 | Simona Ventura   | Simona Ventura    | Studio Fiera 1 del Centro di produzione Rai di Milano    | Paolo Beldì                            |
| 14ª      | Quelli che... aspettano                | Quelli che... il calcio e... | 10 settembre 2006 | 27 maggio 2007  | Rai 2 | Simona Ventura   | Simona Ventura    | Studio Fiera 1 del Centro di produzione Rai di Milano    | Paolo Beldì                            |
| 15ª      | Quelli che... aspettano                | Quelli che... il calcio e... | 9 settembre 2007  | 18 maggio 2008  | Rai 2 | Simona Ventura   | Simona Ventura    | Studio Mecenate 2 del Centro di produzione Rai di Milano | Paolo Beldì                            |
| 16ª      | Quelli che... aspettano                | Quelli che... il calcio e... | 14 settembre 2008 | 31 maggio 2009  | Rai 2 | Simona Ventura   | Simona Ventura    | Studio Mecenate 2 del Centro di produzione Rai di Milano | Paolo Beldì                            |
| 17ª      | Quelli che... aspettano                | Quelli che... il calcio e... | 13 settembre 2009 | 16 maggio 2010  | Rai 2 | Simona Ventura   | Simona Ventura    | Studio Mecenate 2 del Centro di produzione Rai di Milano | Celeste Laudisio                       |
| 18ª      | Quelli che... aspettano                | Quelli che... il calcio e... | 12 settembre 2010 | 15 maggio 2011  | Rai 2 | Simona Ventura   | Simona Ventura    | Studio Mecenate 2 del Centro di produzione Rai di Milano | Celeste Laudisio                       |
| 19ª      | Quelli che... aspettano                | Quelli che il calcio         | 18 settembre 2011 | 13 maggio 2012  | Rai 2 | Victoria Cabello | Victoria Cabello  | Studio TV3 del Centro di produzione Rai di Milano        | Paolo Beldì                            |
| 20ª      | Quelli che... aspettano                | Quelli che...                | 16 settembre 2012 | 19 maggio 2013  | Rai 2 | Victoria Cabello | Victoria Cabello  | Studio TV3 del Centro di produzione Rai di Milano        | Massimo Fusi                           |
| 21ª      | Quelli che... aspettano                | Quelli che il calcio         | 15 settembre 2013 | 18 maggio 2014  | Rai 2 | Nicola Savino    | Nicola Savino     | Studio TV3 del Centro di produzione Rai di Milano        | Paolo Beldì                            |
| 22ª      | Quelli che aspettano                   | Quelli che il calcio         | 14 settembre 2014 | 31 maggio 2015  | Rai 2 | Nicola Savino    | Nicola Savino     | Studio TV3 del Centro di produzione Rai di Milano        | Caterina Pollini                       |
| 23ª      | Quelli che aspettano                   | Quelli che il calcio         | 13 settembre 2015 | 15 maggio 2016  | Rai 2 | Nicola Savino    | Gialappa's Band   | Studio TV3 del Centro di produzione Rai di Milano        | Fabio Calvi                            |
| 24ª      | Quelli che aspettano                   | Quelli che il calcio         | 11 settembre 2016 | 21 maggio 2017  | Rai 2 | Nicola Savino    | Gialappa's Band   | Studio TV3 del Centro di produzione Rai di Milano        | Luigi Antonini                         |
| 25ª      | Quelli che aspettano                   | Quelli che il calcio         | 10 settembre 2017 | 6 maggio 2018   | Rai 2 | Luca e Paolo     | Mia Ceran         | Studio TV3 del Centro di produzione Rai di Milano        | Luigi Antonini                         |
| 26ª      | Quelli che aspettano                   | Quelli che il calcio         | 16 settembre 2018 | 26 maggio 2019  | Rai 2 | Luca e Paolo     | Mia Ceran         | Studio TV3 del Centro di produzione Rai di Milano        | Luigi Antonini                         |
| 27ª      | Quelli che aspettano                   | Quelli che il calcio         | 22 settembre 2019 | 7 giugno 2020   | Rai 2 | Luca e Paolo     | Mia Ceran         | Studio TV3 del Centro di produzione Rai di Milano        | Fabrizio Guttuso Alaimo                |
| 28ª      | Quelli che aspettano                   | Quelli che il calcio         | 1º novembre 2020  | 2 maggio 2021   | Rai 2 | Luca e Paolo     | Mia Ceran         | Studio TV3 del Centro di produzione Rai di Milano        | Fabrizio Guttuso Alaimo                |
| 28ª      | Quelli che aspettano                   | Quelli che il calcio         | 1º novembre 2020  | 2 maggio 2021   | Rai 2 | Luca e Paolo     | Mia Ceran         | Studio TV3 del Centro di produzione Rai di Milano        | Fabrizio Guttuso Alaimo, Fania De Risi |
| 29ª      | Quelli che il lunedì                   | Quelli che il lunedì         | 4 ottobre 2021    | 25 ottobre 2021 | Rai 2 | Luca e Paolo     | Mia Ceran         | Studio TV3 del Centro di produzione Rai di Milano        |                                        |
| 29ª      | Quelli che...                          | Quelli che...                | 4 novembre 2021   | 2 dicembre 2021 | Rai 2 | Luca e Paolo     | Mia Ceran         | Studio TV3 del Centro di produzione Rai di Milano        |                                        |

## 1993-1998:Quelli che... il calcio
Il programma debutta il 26 settembre 1993 su Rai 3, con la conduzione di Fabio Fazio e degli ospiti fissi o anche di puntata. Tra gli ospiti presenti in studio figurano i cantanti Orietta Berti e Max Pezzali, e addirittura la squadra della Fiorentina. Tra i volti comici figurano il già noto Teo Teocoli e il duo Malandrino e Veronica. Nel 1997 arriva il comico Maurizio Battista discretamente conosciuto, che riscuote un grande successo al programma. I comici saranno tutti riconfermati per la stagione 1998-1999. Nelle prime due stagioni non vi sono gli inviati all'interno degli stadi, ad eccezione di Everardo Dalla Noce, per le leggi imposte dalla Lega Calcio.
Il 20 marzo 1994 la puntata venne interrotta da un'edizione straordinaria del TG3 per annunciare la morte di Ilaria Alpi e Miran Hrovatin, uccisi a Mogadiscio, mentre durante la puntata del 29 gennaio 1995 l'intero staff del programma, su proposta di Fabio Fazio, lasciò lo studio durante la diretta in seguito alla notizia della morte di Vincenzo Spagnolo, il tifoso genoano accoltellato durante gli scontri tra tifoserie prima della partita Genoa-Milan.
- Conduce Fabio Fazio
- Dal 26 settembre 1993, la prima stagione; dal 4 settembre 1994, la seconda stagione; dal 26 agosto 1995, la terza stagione; dall'8 settembre 1996, la quarta stagione, dal 31 agosto 1997, la quinta stagione.
- Dalle 14:30
- Rete: Rai 3
- Regia Paolo Beldì
- Cast fisso: Marino Bartoletti, Idris, Carlo Sassi, Piero Barucci
- Comici: Teo Teocoli, Malandrino e Veronica, Maurizio Battista (dal 1997), Francesco Paolantoni, Enzo Iacchetti
- Inviati: Paolo Brosio, Everardo Dalla Noce, Pietro Galeotti, Nando Martellini, Adriana Fossa Maldini (moglie di Paolo Maldini), Cristiana Corradi Rossi (moglie di Sebastiano Rossi), Stefano Carloni, duchessa Costanza D'Epiro, Luca Caioli, Diego Abatantuono, Anna Brosio

## 1998-1999:Quelli che... il calcio
Dato il successo il programma viene promosso su Rai 2 (idea dello stesso Fazio e di tutta la troupe della trasmissione in pieno accordo con Carlo Freccero, direttore della rete). Il cast di comici è tutto riconfermato ma ci sono nuovi ospiti fissi e il commentatore tecnico Marino Bartoletti, proveniente da Mediaset, affiancato da Carlo Sassi. Inoltre entrano a fare parte del cast degli ospiti fissi il professor Roberto Vacca e l'astrologo Peter Van Wood. Ritorna nel cast il comico Maurizio Battista, che nel 1999 lascia la trasmissione, tornando a lavorare in Mediaset e lasciando il testimone a Gene Gnocchi.
- Conduce Fabio Fazio
- Dal 13 settembre 1998
  - 13:45-15:00 Quelli che... la domenica
  - 15:00-17:00 Quelli che... il calcio
- Rete: Rai 2
- Regia: Paolo Beldì
- Commento tecnico: Marino Bartoletti
- Comici: Teo Teocoli, Maurizio Battista (sostituito poi da Gene Gnocchi)
- Inviati: Tonino Carino, Anna Marchesini
- Produttore esecutivo: Alberto Manca

## 1999-2001:Quelli che... il calcio
- Conduce Fabio Fazio
  - 13:45-15:00 Quelli che... la domenica
  - 15:00-17:00 Quelli che... il calcio
- Rete: Rai 2
- Regia: Paolo Beldì
- Commento tecnico: Marino Bartoletti
- Comici: Teo Teocoli, Enzo Iacchetti, Francesco Paolantoni
- Inviati: Tonino Carino, Paolo Brosio
- Produttore esecutivo: Alberto Manca

## 2001-2002:Quelli che... il calcio
Dalla nona edizione, andata in onda dal 26 agosto 2001 al 5 maggio 2002, la trasmissione cambia profondamente: Fabio Fazio, Carlo Sassi e Marino Bartoletti lasciano il programma, venendo sostituiti da Simona Ventura. Il programma, di conseguenza, vira più sul varietà a discapito del calcio, che ha sempre fatto da padrone, anche se il format di base resta pressoché invariato.
Tra gli episodi da ricordare in questa stagione vi è lo scontro in diretta tra la Ventura e l'allora Ministro delle comunicazioni Maurizio Gasparri, intervenuto telefonicamente per criticare alcune battute di Gene Gnocchi. La stagione si conclude il 5 maggio 2002 con il 43% di share e 7 milioni e 300 000 spettatori, record assoluto per il programma, ottenuto anche grazie allo scudetto assegnato all'ultima giornata alla Juventus con l'Inter a sorpresa sconfitta dalla Lazio. L'obiettivo era del 22%, la media raggiunta è del 27%, raggiunta anche grazie all'arrivo di comici come Maurizio Crozza che, dopo aver lavorato in Mediaset per diversi anni, tornò in Rai e che riscosse un grande successo grazie alle sue imitazioni, e Gene Gnocchi.
Grande novità è anche la versione serale: dal 16 settembre 2001 iniziano Quelli che... aspettano lo smoking (dalle 20:00 alle 20:25) e Quelli che... lo smoking è di rigore (dalle 21:00 alle 22:35) con la partecipazione di Maurizio Mosca. Tale versione seguiva i posticipi serali di Serie A e Serie B, con ascolti che si riveleranno molto al di sotto delle aspettative. Dato lo scarso riscontro auditel, la versione serale verrà cancellata nel febbraio 2002, anche se il programma andrà in onda anche in prima serata nelle edizioni successive, in caso di spostamento del campionato alla sera o nei turni infrasettimanali.
- Conduce Simona Ventura
- Dal 26 agosto 2001 al 5 maggio 2002
- Dalle 13:50 alle 14:55 Quelli che aspettano
- Dalle 15:00 alle 17:00 Quelli che...il calcio.
- Rete: Rai 2.
- Regia: Paolo Beldì.
- Commento tecnico: Massimo Caputi, Aldo Biscardi e Bruno Pizzul
- Comici: Gene Gnocchi, Tullio Solenghi, Maurizio Crozza, Dario Vergassola.
- Produttore esecutivo: Alberto Manca

## 2002-2003:Quelli che... il calcio
Seconda stagione con la Ventura, la trasmissione sarà un rotocalco sportivo con tanta satira e ironia calcistica. Anche questa stagione conferma il successo della precedente.
- Conduce Simona Ventura
- Dalle 13:50 alle 17:00.
- Dal 15 settembre 2002
- Rete: Rai 2.
- Regia: Paolo Beldì
- Commento tecnico: Marco Fiocchetti (dal 15 settembre al 27 ottobre 2002) sostituito poi da Ivan Zazzaroni (dal 3 novembre 2002 al 24 maggio 2003) e Bruno Pizzul
- Comici: Gene Gnocchi, Maurizio Crozza.
- Produttore esecutivo: Alberto Manca

dal 3

## 2003-2004:Quelli che... il calcio
Terza stagione con la Ventura, la trasmissione sarà un rotocalco sportivo con tanta satira e ironia calcistica. Anche questa stagione conferma il successo delle due precedenti. Inoltre viene ripristinata l'anteprima (dalle 13:50 alle 15:00), ridenominata Quelli che... aspettano.
- Conduce Simona Ventura
- Dalle 13:50 alle 17:00.
- Dal 31 agosto 2003
- Rete: Rai 2.
- Regia: Paolo Beldì.
- Commento tecnico: Massimo Caputi, Bruno Pizzul e Marco Fiocchetti (quest'ultimo poi sostituito da Ivan Zazzaroni)
- Comici: Gene Gnocchi, Maurizio Crozza, Max Giusti.
- Produttore esecutivo: Alberto Manca

## 2004-2005:Quelli che... il calcio
Quarta stagione con la Ventura, che però ammette di aver avuto qualche perplessità nell'accettare ancora la conduzione, dopo il coinvolgimento nello scandalo del calcio-scommesse del marito Stefano Bettarini. Già nella primavera del 2004 Maurizio Crozza aveva lasciato la trasmissione per sua scelta ed era stato sostituito da Nicola Savino.
- Conduce Simona Ventura
- Dal 12 settembre 2004
- Dalle 13:45 alle 17:00
  - 13:45-15:00 Quelli che... aspettano
  - 15:00-17:00 Quelli che... il calcio
- Rete: Rai 2
- Regia: Paolo Beldì
- Studio: Fiera 1 di Milano
- Scenografia di Cappellini-Licheri
- Commento tecnico: Massimo Caputi, Roberto Di Matteo, Gigi Maifredi
- Comici: Gene Gnocchi, Max Giusti, Digei Angelo, Nicola Savino (diventato poi conduttore del programma dall'edizione 2013/2014)
- Autori: Fabio Di Iorio, Francesco Freyrie, Max Novaresi, Andrea Pistacchi, Dario Tajetta, Simona Ventura e Cesare Vodani
- Produttore esecutivo: Alberto Manca

## 2005-2006:Quelli che... il calcio
Stagione complicata per la trasmissione: impossibile collegarsi con i campi, dal momento che i diritti sono passati a Mediaset. Dopo che la trasmissione sarà inizialmente messa fuori dal palinsesto, data la perdita dei diritti, va in onda, simulando collegamenti con gli stadi e dando i risultati in diretta, soluzione che causerà scontri con Mediaset, ma che è garantita dalla trasmissione radiofonica Tutto il calcio minuto per minuto. Sempre per la perdita dei diritti la trasmissione si avvale di un'ora aggiuntiva, intitolata Quelli che... ultimo minuto, dovuta alla sospensione di Stadio Sprint.
- Conduce Simona Ventura
- Dalle 13:45 alle 17:00
  - 13:45-15:00 Quelli che... aspettano
  - 15:00-17:00 Quelli che... il calcio
  - 17:00-18:00 Quelli che... ultimo minuto
- Rete: Rai 2
- Regia: Paolo Beldì
- Commento tecnico: Massimo Caputi e Enrico Varriale
- Comici: Gene Gnocchi, Max Giusti, Digei Angelo, Nicola Savino (diventato poi conduttore del programma dall'edizione 2013/2014), Lucia Ocone
- Produttore esecutivo: Alberto Manca

## 2006-2007:Quelli che... il calcio e...
Da questa stagione il varietà prende il sopravvento sul calcio in modo più netto (continuando a trasmettere e comunicare i risultati in diretta): difatti, persi i diritti l'anno prima, la trasmissione si incentra di più sulle interviste agli ospiti e sulle imitazioni, con la partecipazione in ogni puntata di giornalisti stranieri. Inizialmente era prevista la partecipazione Lamberto Sposini in qualità di giudice, ma sarà bloccato a causa dei suoi rapporti con Luciano Moggi scoperti durante Calciopoli. Ospite della seconda puntata del 10 settembre 2006 è proprio l'ex ds juventino, nonché principale indagato di Calciopoli, scoppiata tre mesi prima. L'intervista sarà molto criticata e la trasmissione sarà punita perdendo per alcune puntate il nuovo e ultimo segmento Ultimo minuto, essendo assente il contraddittorio; l'unico che proverà a contraddire l'ex dg della Juventus sarà Andrea Vianello, ospite della puntata, ma zittito subito dalla conduttrice.
La trasmissione andò in onda anche la domenica successiva agli scontri di Catania del 2 febbraio 2007, in cui aveva perso la vita l'ispettore Filippo Raciti, con il campionato sospeso per un turno, allorché venne mandata in onda una puntata speciale intitolata Quelli che... Adesso basta!, interamente dedicata al tema della violenza negli stadi, senza sketch comici e collegamenti con i campi (simulati), ma con ospiti in collegamento e dibattiti sugli episodi appena trascorsi.
Si tratta dell'ultima stagione trasmessa dagli studi della fiera di Milano. Dopo l'ultima puntata, come detto, gli studi della fiera saranno smantellati e sostituiti da quelli di Via Mecenate, nella stessa città.
- Conduce Simona Ventura
- Dalle 13:45 alle 17:30
  - 13:45-15:00 Quelli che... aspettano
  - 15:00-17:00 Quelli che... il calcio e...
  - 17:00-18:00 Quelli che... Ultimo Minuto
- Rete: Rai 2
- Regia: Paolo Beldì
- Commento tecnico: Gian Piero Galeazzi
- Corpo di ballo: le Schedine con Antonella Mosetti e i Mufloni
- Comici: Gene Gnocchi, Max Giusti, Lucia Ocone
- Ospiti fissi: giornalisti della stampa estera
- Quelli che... Il Parlamento
- Produttore esecutivo: Alberto Manca

## 2007-2008:Quelli che... il calcio e...
Quindicesima stagione ricca di novità: lascia Gene Gnocchi, ma arriva Riccardo Rossi e come voce fuori campo Albertino che imita Lucignolo (il dj di Italia 1). Una folta schiera di autori per una trasmissione che comprende molte rubriche, come Vieni avanti... Pechino! con Marco Mazzocchi, in cui sono presentati gli atleti italiani partecipanti ai Giochi della XXIX Olimpiade, e Quelli che X Factor con Francesco Facchinetti e Simona, Morgan, Mara Maionchi giurati. Un'altra novità fu che nel 2007 torna a far parte del cast fisso del programma Maurizio Battista.
- Conduce Simona Ventura
- con la collaborazione di Rai Sport
- Dalle 13:45 alle 17:00
  - 13:45-15:00 Quelli che... aspettano
  - 15:00-17:00 Quelli che... il calcio e...
  - 17:00-18:00 Quelli che... Terzo Tempo
- Rete: Rai 2
- Regia: Paolo Beldì
- Commento tecnico: Gian Piero Galeazzi e Bruno Gentili
- Comici: Riccardo Rossi, Albertino, Lucia Ocone, Maurizio Battista e Max Giusti
- Impianto scenico: Alida Cappellini e Giovanni Licheri
- Costumi: Lorenzo Roberti
- Coreografie: Michela Levi
- Direttore della fotografia: Ferdinando Cermenati
- Direttore di produzione: Augusto Lazzari
- Autori: Furio Andreotti, Paolo Beldì, Riccardo Cassini, Michele De Pirro, Fabio Di Iorio, Ennio Meloni, Max Novaresi, Alessio Tagliento, Simona Ventura e Cesare Vodani
- Produttore esecutivo: Alberto Manca

## 2008-2009:Quelli che il calcio e...
Con la sedicesima stagione torna il collegamento dagli stadi con la riacquisizione dei diritti in chiaro della Serie A da parte della Rai. Ampio spazio è dato anche all'Isola e a X Factor. La trasmissione perde definitivamente anche il suo terzo spezzone dalle 17, grazie del ritorno di Stadio Sprint. Quest'anno la voce fuori campo è quella di Nicola Savino che imita Il comitato (cioè Michele Guardì). Uno degli ospiti stranieri principali è una debuttante Lady Gaga, per la prima volta in Italia.
- Conduce Simona Ventura
- Dalle 13:45 alle 17:00
  - 13:45-15:00 Quelli che... aspettano
  - 15:00-17:00 Quelli che il calcio e...
- Rete: Rai 2
- Regia: Paolo Beldì
- Commento tecnico: Massimo Caputi e Marco Mazzocchi
- Comici: Max Giusti, Lucia Ocone, Nicola Savino, Maurizio Battista e Digei Angelo
- Ospiti fissi: Luca Giurato e Cristiano Malgioglio, e Aldo Biscardi come inviato speciale
- Produttore esecutivo: Alberto Manca

## 2009-2010:Quelli che il calcio e...
Diciassettesima stagione e tantissime novità: lasciano definitivamente la trasmissione Maurizio Battista, Max Giusti (impegnato con Affari tuoi e Affari tuoi Speciale per 2), Nicola Savino (che dal 2013 sarà conduttore del programma) e la sua squadra (che è approdata su Italia 1 a Colorado) e pure il regista Paolo Beldì (alla regia del nuovo varietà di Gianni Morandi). Le new entry sono il regista Celeste Laudisio, l'imitatore David Pratelli, Alessandro Cattelan, Francesca Macrì e da Radiodeejai Andrea e Michele. Da gennaio 2010 entreranno anche Ubaldo Pantani e Brenda Lodigiani a sostituire Lucia Ocone. Il 20 settembre 2009 sono invitati come ospiti i Muse; costretti per l'occasione a suonare in playback, per protesta si scambiano gli strumenti: Matthew Bellamy dalla voce passa a suonare la batteria, Dominic Howard dalla batteria passa alla voce e al basso invece Chris Wolstenholme dal basso passa alla chitarra e alla tastiera. Lo scherzo non viene notato da nessuno, e continua anche al termine della performance durante l'intervista della Ventura, ignara dello scambio di persona, al gruppo, che pone una serie di domande al batterista Dominic credendo che in realtà si tratti del cantante.
- Conduce Simona Ventura
- Rete: Rai 2
- Regia: Celeste Laudisio
- Scenografa: Susanna Aldinio
- Commento tecnico: Stefano Bettarini e Massimo Caputi
- Comici: Lucia Ocone (2009); David Pratelli (2009-2010); Brenda Lodigiani (2010); Ubaldo Pantani (2010)
- Postazione web: Alessandro Cattelan e Francesca Macrì
- Corpo di ballo: le schedine Romina Carancini, Alessia Reato, Ariadna Romero, Ilaria Castellano, Susanna Gay, Sori Matos, Jessica Pontearso e i mufloni Stefano Ferrari, Raimondo Sacchetta.
- Redazione (Titoli completamente inventati in tempo reale) Andrea Marchesi e Michele Mainardi
- Inviati fissi: Aldo Biscardi
- Ospiti fissi: Flaminio Maphia
- Bar Sport: Matteo Materazzi, Sasà Salvaggio, Fabrizio Fontana, Andrea Pucci, Massimo Bagnato.
- Autori: Furio Andreotti, Francesco D'Argenzio, Fabio Di Iorio, Celeste Laudisio, Ennio Meloni, Massimo Piesco, Dario Tajetta, Simona Ventura, Giorgio Vignali
- Produttore esecutivo: Alberto Manca

## 2010-2011:Quelli che il calcio e...
Prima stagione condotta per l'ultima volta da Simona Ventura trasmessa nel formato panoramico 16:9, dato il passaggio di alcune regioni al digitale terrestre; viene completamente rinnovata la grafica e non vengono più mandati in onda gli SMS del pubblico durante la trasmissione, presenti fin dal 2005 (dopo la scoperta che questo servizio veniva utilizzato da alcuni per comunicare con boss della criminalità organizzata in regime di carcere duro).
- Conduce Simona Ventura
- Rete: Rai 2
- Regia: Celeste Laudisio
- Commento tecnico: Stefano Bettarini e Massimo Caputi
- Comici: David Pratelli, Ubaldo Pantani e Virginia Raffaele
- Postazione web: Alessandro Cattelan e Francesca Macrì
- Capo tifoseria: Daniele Battaglia
- Corpo di ballo: Aura Rolenzetti con le schedine Romina Carancini, Alessia Reato, Ilaria Castellano, Susanna Gay, Sori Matos, Jessica Pontearso e i mufloni Stefano Ferrari, Raimondo Sacchetta
- Inviati fissi: Aldo Biscardi e Amedeo Goria
- Bar Sport: Matteo Materazzi, Sasà Salvaggio, Fabrizio Fontana, Andrea Pucci, Bruce Ketta, Gabri Gabra, Gigi Rock, Massimo Bagnato e Angelo Pintus
- Produttore esecutivo: Alberto Manca

## 2011-2012:Quelli che il calcio
Con la diciannovesima edizione, andata in onda dall'11 settembre 2011 al 13 maggio 2012, la trasmissione rinnova il cast: lascia Simona Ventura, assieme ai valletti-ballerini del suo ciclo, entra Victoria Cabello, già conduttrice di Victor Victoria - Niente è come sembra su LA7. Il programma diventa quindi un vero e proprio salotto calcistico, in stile Mai dire Gol, con rubriche surreali e ampio spazio ai comici, senza dimenticare il format di base.
- Conduce Victoria Cabello
- Rete: Rai 2
- Data di inizio: 18 settembre 2011
  - 13:45-15:40 Quelli che... aspettano (domenica)
  - 15:40-17:10 Quelli che... il calcio (domenica)
  - 14:00-17:15 (sabato e altre occasioni)
- Autori: Matteo B. Bianchi, Victoria Cabello, Lorenzo Campagnari, Oscar Colombo, Fabio Di Iorio, Elisabetta Elia, Piero Guerrera, Ennio Meloni, Dario Tajetta e Francesco Lancia.
- Regia: Paolo Beldì
- Commento tecnico: Massimo Caputi, Suri Chung (settembre-dicembre 2011), Bruno Pizzul (gennaio-febbraio 2012) e Daniele Tombolini (da febbraio 2012 a fine stagione)
- Comici: Ubaldo Pantani, Virginia Raffaele, Trio Medusa e Marcello Cesena (da gennaio 2012)
- Inviati fissi: Marisa Passera
- Produttore esecutivo: Alberto Manca

## 2012-2013:Quelli che...
In questa stagione la trasmissione è di nuovo impossibilitata a effettuare i collegamenti con i campi per la perdita dei relativi diritti tv, come era già successo dal 2005 al 2008. La trasmissione torna a virare più sul varietà che sul calcio: quest'ultimo non appare nel nuovo titolo Quelli che... nonostante il programma continui a rendere noti i risultati delle partite in diretta (grazie alla collaborazione con il programma radiofonico Tutto il calcio minuto per minuto).
- Conduce Victoria Cabello
- Rete: Rai 2
- Data di inizio: 16 settembre 2012
- Dalle 13:50 alle 17:05 (domenica)
  - 13:50-15:40 Quelli che... aspettano
  - 15:40-17:05 Quelli che...
  - Dalle 14:00 alle 17:15 (sabato)
- Regia: Massimo Fusi
- Commento tecnico: Massimo Caputi e Daniele Tombolini
- Rubriche: Retwittami questo, Deciframi questo #canzonitravisate, La sfida inutile, Non dirmi che l'hai detto per davvero.
- Comici: Ubaldo Pantani, Virginia Raffaele, Trio Medusa, Marcello Cesena e Alba Parietti (da gennaio 2013)
- Produttore esecutivo: Alberto Manca

## 2013-2014:Quelli che il calcio
Da questa stagione il calcio torna a essere il fulcro della trasmissione e ci saranno anche le incursioni negli altri sport oltre al calcio nonostante l'assenza della satira e dell'ironia calcistica. Inoltre si ripristina la collaborazione con Rai Sport. Al posto di Victoria Cabello, Nicola Savino è il nuovo conduttore che affiancherà i comici e gli ospiti che saranno presenti in studio durante le varie puntate a causa dell'assenza di Virginia Raffaele che è passata a Mediaset tra il 2013 e il 2014 prima del ritorno alla Rai nel 2015.
- Conduce Nicola Savino
- Rete: Rai 2
- Data di inizio: 15 settembre 2013
- Dalle 13.50 alle 17.05 (ogni domenica)
  - 13:50-15:00 Quelli che... aspettano
  - 15:00-17:05 Quelli che il calcio
- Regia: Paolo Beldì
- Commento tecnico: Massimo Caputi e Daniele Tombolini
- Comici: Ubaldo Pantani, Nuzzo e DiBiase, Andrea Sambucco
- Ospiti e inviati ricorrenti: Alessandro Di Sarno, Digei Angelo, Vladimir Luxuria, Valeria Marini, Alba Parietti, Maria Pia Timo, Cristiano Malgioglio, Stefano De Martino, Gigi e Ross, Two Fingerz, Paola Iezzi, Omar Fantini
- Produttore esecutivo: Antonella Magnaghi

## 2014-2015:Quelli che il calcio
- Conduce Nicola Savino
- Rete: Rai 2
- Dalle 13.50 alle 15.30 Quelli che aspettano
- Dalle 15.30 alle 17.05 Quelli che il calcio
- Regia: Caterina Pollini
- Commento tecnico: Ubaldo Pantani e vari ospiti tra cui Fabrizio Ferrari, Bruno Pizzul, Matteo Marani, Massimo Caputi
- Comici: Ubaldo Pantani, Nuzzo e DiBiase, Lucia Ocone, Katia Follesa, Digei Angelo
- Inviati fissi: Alessandro Di Sarno e Angela Rafanelli
- Ospiti e inviati ricorrenti: Viola Gualandri, Andrea Sambucco, La Pina, Federico Russo, Selvaggia Lucarelli, Alessandro Politi, Massimo Bagnato, Emiliano Pepe, Roberta Giarrusso, Michela Coppa
- Produttore esecutivo: Michele Ercelli

## 2015-2016:Quelli che il calcio
Da questa stagione tornano i collegamenti in diretta con gli stadi della serie A e le immagini di spalti e tifoserie. La novità è la presenza della Gialappa's Band, alla prima conduzione di un programma Rai.
- Conduce Nicola Savino con la partecipazione della Gialappa's Band
- Reti: Rai 2, Rai Sport 1, Rai Sport 2 (a reti unificate eccezionalmente il 20 settembre 2015 dalle 13:50 alle 16:00)
- Dalle 13.50 alle 15.30 Quelli che aspettano
- Dalle 15.30 alle 17.05 Quelli che il calcio
- Regia: Fabio Calvi
- Commento tecnico: Sarah Castellana, Paolo Casarin
- Postazione web: Melissa Greta Marchetto, Calciatori Brutti
- Comici: Ubaldo Pantani, Lucia Ocone, Max Giusti, Ale e Franz (questi ultimi due nelle gag de "Gli sopravvissuti"), Edoardo Ferrario
- Inviati fissi: Digei Angelo, Angela Rafanelli con Francesco Bonami
- Ospiti fissi: Diego Abatantuono, Eleonora Pedron
- Inviati e ospiti ricorrenti: Mia Ceran, Fulvio Collovati, Clizia Fornasier, Massimo Giannini, Brenda Lodigiani, Raffaele Paganini, Bruno Pizzul, Patrizia Rossetti, Paola Turci, Paolo Villaggio, Gianmarco Tognazzi
- Produttore esecutivo: Michele Ercelli

In questa stagione accade eccezionalmente che la puntata del 20 settembre 2015 di Quelli che aspettano va in onda su Rai Sport 1 e Rai Sport 2 a causa della presenza del Gran Premio di Singapore di Formula 1 su Rai 2 e anche della messa in onda della visita di Papa Francesco a Cuba su Rai 1.

## 2016-2017:Quelli che il calcio
- Conduce Nicola Savino con la partecipazione della Gialappa's Band
- Rete: Rai 2
- Dalle 13.50 alle 15.30 Quelli che aspettano
- Dalle 15.30 alle 16.55/17.00 Quelli che il calcio
- Regia: Luigi Antonini
- Commento tecnico: Sarah Castellana, Paolo Casarin, Emanuele Dotto
- Postazione web: Melissa Greta Marchetto, Calciatori Brutti
- Comici: Ubaldo Pantani, Max Giusti, Edoardo Ferrario, Fabio Rovazzi
- Inviati fissi: Digei Angelo, Mia Ceran, Angela Rafanelli
- Ospiti fissi: Diego Abatantuono, Eleonora Pedron
- Ospiti e inviati ricorrenti: Francesco Bonami, Giorgio Terruzzi, Fulvio Collovati, Jake La Furia, Salvatore Schillaci
- Produttore esecutivo: Ezio Pilla
- La puntata del 16 ottobre 2016 è iniziata alle 15:45 per la messa in onda su Rai 2 dei Mondiali di ciclismo su strada.

A causa di uno sciopero del personale tecnico Rai di Milano, la puntata del 19 marzo 2017 non è andata in onda. Inoltre, a causa dell'arrivo del Giro d'Italia sulla rete, le ultime tre puntate vanno in onda in versione ridotta, intitolate Quelli che aspettano il Giro d'Italia.

## 2017-2018:Quelli che il calcio
- Conducono Luca Bizzarri, Paolo Kessisoglu, con la partecipazione di Mia Ceran
- Rete: Rai 2
- Dalle 13.45 alle 15.30 Quelli che aspettano
- Dalle 15.30 alle 16.55/17.00 Quelli che il calcio
- Regia: Luigi Antonini
- Commento tecnico: Emanuele Dotto (talvolta sostituito da Francesco Repice)
- Postazione web: Melissa Greta Marchetto
- Postazione pub: Federico Russo, Calciatori Brutti, Dino Zandegù
- Comici: Ubaldo Pantani, Edoardo Ferrario, Antonio Ornano, Toni Bonji
- Resident Band: Jaspers
- Inviati fissi: Francesco Mandelli, Digei Angelo, Salvatore Schillaci
- Ospiti fissi: Paolo Casarin, Fulvio Collovati, Giorgio Terruzzi
- Ospiti e inviati ricorrenti: Diego Abatantuono, Eleonora Pedron, Dario Vergassola, Francesca Brienza
- Produttore esecutivo: Maria Grazia Morino

La puntata del 4 marzo 2018 non è andata in onda per la sospensione di tutti i campionati dovuta alla morte del calciatore della Fiorentina Davide Astori, avvenuta nella stessa mattinata.

## 2018-2019:Quelli che il calcio
- Conducono Luca Bizzarri e Paolo Kessisoglu con la partecipazione di Mia Ceran
- Rete: Rai 2
- Dalle 13.45 (da gennaio 2019 alle 14:00) alle 15.30 Quelli che aspettano
- Dalle 15.30 alle 17:10 Quelli che il calcio
- Regia: Luigi Antonini
- Commento tecnico: Emanuele Dotto
- Postazione web: Melissa Greta Marchetto
- Postazione pub: Federico Russo, Dino Zandegù, Herbert Ballerina
- Comici: Ubaldo Pantani, Brenda Lodigiani, Edoardo Ferrario, Antonio Ornano, Toni Bonji
- Resident Band: Jaspers
- Inviati fissi: Francesco Mandelli, Digei Angelo
- Ospiti fissi: Paolo Casarin, Fulvio Collovati, Giorgio Terruzzi, Adriano Panatta, Massimo Mauro
- Ospiti e inviati ricorrenti: Melissa Satta, Eleonora Pedron, Dario Vergassola, Francesca Brienza
- Produttore esecutivo: Maria Grazia Morino

## 2019-2020:Quelli che il calcio
- Conducono Luca Bizzarri, Paolo Kessisoglu e Mia Ceran
- Rete: Rai 2
- Dalle 14:00 alle 15:05 Quelli che aspettano
- Dalle 15:05 alle 17:10 Quelli che il calcio
- Regia: Fabrizio Guttuso Alaimo
- Commento tecnico: Emanuele Dotto e Federico Russo
- Postazione web: Melissa Greta Marchetto
- Comici: Ubaldo Pantani, Brenda Lodigiani, Enzo Paci, Toni Bonji, Liliana Fiorelli, Antonio Ornano
- Resident Band: Jaspers
- Inviati fissi: Enrico Lucci e Francesca Brienza
- Ospiti fissi: Adriano Panatta
- Ospiti e inviati ricorrenti: Enrico Bertolino, Francesco Paolantoni
- Produttore esecutivo: Maria Grazia Morino

Dal 15 marzo 2020 la trasmissione fu sospesa dai palinsesti a causa della pandemia di COVID-19 in Italia, ma tornò in onda il 7 giugno per una puntata speciale.

## 2020-2021:Quelli che il calcio
- Conducono Luca Bizzarri, Paolo Kessisoglu e Mia Ceran
- Rete: Rai 2
- Dalle 14:00 alle 15:00 Quelli che aspettano
- Dalle 15:00 alle 17:10 Quelli che il calcio
- Regia: Fabrizio Guttuso Alaimo, Fania De Risi
- Commento tecnico: Marco Mazzocchi e Federico Russo
- Postazione web: Melissa Greta Marchetto
- Comici: Ubaldo Pantani, Brenda Lodigiani, Barbara Foria, Enzo Paci, Toni Bonji
- Resident Band: Jaspers
- Inviati fissi: Enrico Lucci e Francesca Brienza
- Ospiti fissi: Adriano Panatta
- Ospiti e inviati ricorrenti: Enrico Bertolino, Francesco Paolantoni, Francesco Mandelli
- Produttore esecutivo: Maria Grazia Morino

## 2021:Quelli che il lunedì/Quelli che
- Conducono Luca Bizzarri, Paolo Kessisoglu e Mia Ceran
- Dal 4 ottobre al 2 dicembre 2021
- Rete: Rai 2
- Regia: Fabrizio Guttuso Alaimo, Fania De Risi
- Commento sportivo: Marco Mazzocchi e Federico Russo
- Postazione web: Melissa Greta Marchetto
- Comici: Ubaldo Pantani, Brenda Lodigiani, Barbara Foria, Toni Bonji
- Resident band: formata dal Maestro Luca Colombo (arrangiamenti e chitarra), Federico Paulovic (batteria), Federico Malaman (basso), Andrea Pollione (tastiere) e Roberta Gentile (voce)
- Inviato fisso: Enrico Lucci
- Ospiti fissi: Adriano Panatta, Stefano Pantano
- Ospiti e inviati ricorrenti: Enrico Bertolino, Francesco Paolantoni, Francesco Mandelli
- Produttore esecutivo: Maria Grazia Morino

La trasmissione per la prima volta abbandona la fascia domenicale postprandiale per approdare in quella del lunedì in prima serata.
Particolare interesse riscuote la puntata dell'11 ottobre, a causa di una sfuriata in diretta del presidente della Sampdoria Massimo Ferrero, collegato insieme a Enrico Lucci, verso il tennista Adriano Panatta, che viene dapprima accusato di "insultare i romani pur essendo romano" e poi liquidato con un'espressione volgare; inoltre, la terza puntata, prevista per il 18 ottobre, è dapprima slittata al lunedì successivo (25 ottobre) per lasciare spazio a uno speciale del TG2 sulle elezioni regionali e poi andata in onda in differita e in versione ridotta a causa di uno sciopero interno alla RAI.
A partire dalla quarta puntata la trasmissione si sposta al giovedì, cambiando il titolo in Quelli che, denominazione già usata nella stagione 2012-2013. Inoltre, per le ATP Finals 2021, nasce uno spinoff intitolato Quelli che il tennis; nonostante ciò la trasmissione chiude i battenti in anticipo, il 2 dicembre.